# Digital Monster Ver. S: Digimon Tamers
Digital Monster Ver. S: Digimon Tamers (デジタルモンスターVer.S～デジモンテイマーズ, Dejitaru Monsutā Ver.S ~ Dejimon Teimāzu) est un jeu vidéo développé par Bandai en 1998 sur console Sega Saturn en tant que tout premier jeu vidéo de la franchise Digimon. Son gameplay est similaire à celui des virtual pets, mais possède des graphismes en plus haute résolution et permet au joueur d'élever ses Digimon dans un premier temps.

## Scénario
Le but du jeu est d'élever son Digimon à partir d'un digiœuf aux niveaux Champion et Ultime dans un temps où le joueur collecte des crédits à travers l'Île des fichiers binaires. Cependant, il existe un bon nombre d'ennemis, nommés "Hackeurs", essayant également d'obtenir ces crédits, et utilisent leur Digimon pour attaquer le joueur.

## Développement
Le jeu a été commercialisé le 23 septembre 1998.